# Антарктичні оази

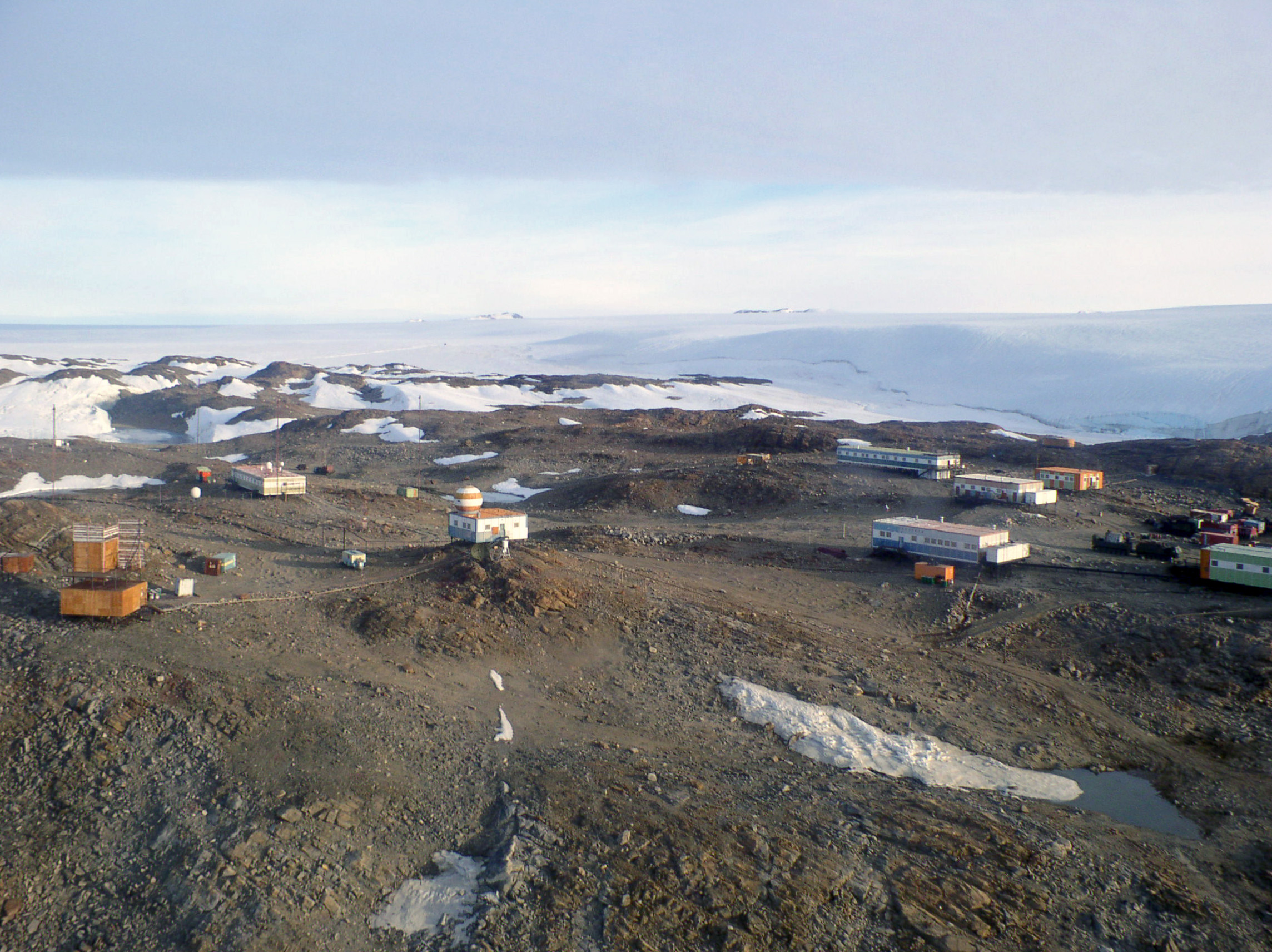
Оаза Ширмахера, Берег Принцеси Астрід

Антаркти́чні оази — ділянки поверхні Антарктиди, не вкриті кригою і на яких існує певний різновид високоорганізованого життя. Зазвичай вони розташовані на узбережжі, однак трапляються й на нунатаках, гірських долинах та деяких інших місцях. Сам термін запропонували дослідники Антарктики ще в 1938 році.
Поверхня антарктичних оаз має сліди зледеніння та вітрової ерозії. Ґрунтового покриву нема, або він дуже тонкий і бідний. Температури, особливо влітку, на кілька градусів вищі, ніж на прилеглих територіях. Опадів мало й ті переважно у вигляді снігу, однак завдяки таненню сусідніх льодовиків не рідкістю є потічки, калюжі, озера. В таких умовах рослинність дуже бідна і майже ніколи не утворює суцільного покриву. Переважають лишайники, на антарктичному півострові трапляються злакові і три види квіткових рослин. Так само бідний тваринний світ — є декілька видів комах. З хребетних зустрічаються лише птахи — пінгвіни Аделі, поморники.